# Lignières-Châtelain
Lignières-Châtelain är en kommun i departementet Somme i regionen Hauts-de-France i norra Frankrike. Kommunen ligger i kantonen Poix-de-Picardie som tillhör arrondissementet Amiens. År 2022 hade Lignières-Châtelain 344 invånare.

## Befolkningsutveckling
Antalet invånare i kommunen Lignières-Châtelain
| Referens: INSEE |